# Sciadosoma umbrosum
Sciadosoma umbrosum là một loài bọ cánh cứng trong họ Cerambycidae.